# USS Asp (YFB-1)
USS Asp (YFB-1) – motorówka o drewnianym kadłubie, nosząca wcześniej nazwę "Nahma". Została zbudowana w Nowym Orleanie w 1902. Nabyta przez US Navy w tym samym roku została przydzielona do Louisiana Naval Militia, gdzie służyła do wejścia Stanów Zjednoczonych do I wojny światowej.
Przemianowana na "Asp" weszła do służby 17 kwietnia 1917. Operowała w rejonie Nowego Orleanu jako okręt patrolowy i prom. Po zakończeniu I wojny światowej nadal służyła w 8 Dystrykcie Morskim (ang. 8th Naval District). Otrzymała oznaczenie YFB-1 w lipcu 1920. Wycofana ze służby i sprzedana 24 marca 1923.